# Тим (річка, Сибір)
Тим (рос. Тым) — річка в Росії, права притока Обі, тече територією Красноярського краю і Томської області.

## Фізіографія
Тим починається на південному сході Західно-Сибірської рівнини у болотах обсько-єнісейського вододілу на заході Красноярського краю (Єнісейський район) на висоті близько 180 м над рівнем моря. Спочатку він тече на захід, потрапляючи до північно-східної частини Томської області; тут він повертає на південний захід і утримує цей напрямок до самого злиття з Об'ю біля села Усть-Тим у Каргасокському районі Томської області (42 м над рівнем моря). За 10 км від гирла від основного русла річки відгалужується рукав Радайка, який впадає в обську протоку Міля дещо північніше основного гирла.
Більшість приток впадають у Тим справа, найзначніші з них — Ванжиль, Поделга, Лимбелька, Косес, Сангілька. Полта — найбільша ліва притока.
Річка має рівнинний характер на всьому протязі; її річище надзвичайно звивисте з безліччю меандрів.

## Гідрологія
Довжина Тиму 950 км, площа басейну 32,3 тис. км². Біля гирла його русло має близько 200 м завширшки і глибину до 3 м; швидкість плину 0,8 м/с. Середньорічний стік у гирлі становить 250 м³/c, у селі Напас (за 272 км від гирла) — 191 м³/c. Мінімум стоку спостерігається у березні (59,2 м³/c), максимум — у червні (628 м³/c). Живлення переважно снігове. Тим замерзає наприкінці жовтня — початку листопада, скресає наприкінці квітня — початку травня; повінь з квітня по серпень.

## Інфраструктура
Річка судноплавна на 560 км від гирла, до впадіння її правої притоки Ванжиль і розташованого на її березі селища Ванжилькинак. Річка тече дуже рідко населеною місцевістю. Населені пункти на Тиму: Ванжилькинак, Напас, Молодіжний, Неготка, Усть-Тим, на її судноплавній притоці Сангілька — село Толпарово. Тільки в околицях цих поселень є нечисленні ґрунтові дороги, мостів не існує. Село Тимськ, попри свою назву, знаходиться не на Тиму, а на Обі, за декілька кілометрів від гирла Тиму.
Тим знаходиться в зоні розселення селькупів; на берегах річки живе приблизно половина представників цієї малої сибірської народності.